# Нуут, Юрий Юрьевич
Юрий Юрьевич Нуут (эст. Jüri Nuut; 10 июля 1892, Санкт-Петербург — 31 мая 1952, Таллин) — эстонский и советский математик, государственный деятель. Депутат Верховного совета СССР 1-го и 2-го созывов, заслуженный деятель науки Эстонской ССР (1945), академик АН ЭССР (1946).

## Биография
Окончил Петербургский университет (1914). Работал в Тартуском университете (1926—1936) и Таллинском техническом университете (1936—1941, с 1936 года — профессор). Один из основателей эстонской математической школы, занимался Проблемой четырёх красок, вопросами геометрии Лобачевского и космогонии. Доктор физико-математических наук (1946).
В 1939—1941 годах был ректором Таллинского технического университета. В 1944—1946 годах — народный комиссар образования Эстонской ССР. В 1945 году ему было присвоено звание заслуженного учёного республики, а в 1946 году он был избран действительным членом Академии наук ЭССР.
24 октября 1939 года был избран депутатом Государственного собрания Эстонии. 12 января 1941 года, после вхождения Эстонии в состав СССР, в результате довыборов избран депутатом Верховного совета СССР первого созыва. Также избирался депутатом Верховного совета СССР второго созыва (1946—1950).
Скончался 31 мая 1952 года в Таллине, похоронен на Лесном кладбище.

## Семья
Сын Ильмар Нуут (1923—2013) — учёный-химик, в 1975—1986 годах — министр высшего и среднего образования Эстонской ССР.

## Произведения
- «Millest kõneleb Einsteini relatiivsuseõpetus: Einsteini õpetuse juhtmõtted populaarses käsitluses». Eesti Kirjanduse Selts, Тарту, 1930, 106 стр.
- «Staatika alged» (kõrgkooliõpik). Akadeemilise Kooperatiivi kirjastus, Тарту, 1937, 152 стр.
- «Kinemaatika ja dünaamika põhijooni» (kõrgkooliõpik). Teaduslik Kirjandus, Тарту, 1940, 272 стр.
- «Meie tänapäeva teadmised mateeria loomusest» (populaarteaduslik brošüür). Poliitiline Kirjandus, Таллин, 1948, 28 стр.
- Юрий Юрьевич Нут, «Геометрия Лобачевского в аналитическом изложении». Москва, Издательство Академии наук СССР, 1961, 310 стр.